# Chelsea Kane
Chelsea Kane Staub (Phoenix, Arizona, 1988. szeptember 15. –) amerikai énekesnő, színésznő.
Első szerepe a 2007-es Bratz – Talpra csajok! volt. Legismertebb szerepe Stella Malone a Disney Channel Jonas című szitkomjában. 2010-ben a Randiztam egy sztárral Disney-filmben játszott.

## Fiatalkora
1988. szeptember 15-én született Phoenixben. Szülei Kane John és Becky Staub. A Valley Youth színházban dolgozott.

## Pályafutása
Első nagyobb szerepe a 2004-es Arizonai nyár című filmben volt. 2007-ben szerepelt a Bratz – Talpra csajok! című filmben. 2010-ben szerepelt a Randiztam egy sztárral című filmben. 2009 és 2010 között a Disney Channel Jonas című sorozatában szerepelt. 2011-ben a The Homes című sorozatban szerepelt. Részt vett a Dancing with the Stars 12. évadban, ahol Mark Ballas-szal a 3. helyen végeztek. Szerepelt a The CW Tuti gimi című sorozatában. 2012 és 2017 között a Papás-Babás című sorozatban szerepelt.

## Filmográfia

### Filmek
| Év   | Magyar cím             | Eredeti cím                   | Szerep                 | Magyar hang |
| ---- | ---------------------- | ----------------------------- | ---------------------- | ----------- |
| 2021 |                        | Chubby Webbers' huge belly 3D | Jenny Sanders (hang)   |             |
| 2018 |                        | A Christmas for the Books     | Joanna Moret           |             |
| 2014 |                        | Pop Fan                       | Ava Pierce             |             |
| 2013 | Szerelemcsapás         | Lovestruck: The Musical       | Harper Hutton fiatalon | Vadász Bea  |
| 2010 | Randiztam egy sztárral | Starstruck Experience         | Alexis Bender          | Mezei Kitty |
| 2008 | Időlovagok             | Minutemen                     | Stephanie Jameson      | Vadász Bea  |
| 2007 | Bratz – Talpra csajok! | Bratz                         | Meredith Baxter Dimly  | Dögei Éva   |
| 2004 | Arizonai nyár          | Arizona Summer                | Carol                  |             |

### Televíziós szerepek
| Év        | Magyar cím                       | Eredeti cím                             | Szerep                  | Megjegyzések                              |
| --------- | -------------------------------- | --------------------------------------- | ----------------------- | ----------------------------------------- |
| 2020      | DC Super Hero Girls              | DC Super Hero Girls                     | Rose Wilson (hang)      | 1 epizód magyar hangja Dobó Enikő         |
| 2020      | Ashley Garcia: Szerelmes géniusz | The Expanding Universe of Ashley Garcia | Ava Germaine            | mellékszereplő                            |
| 2019–2021 | Archibald következő nagy dobása  | Archibald's Next Big Thing              | Loy (hang)              | - főszereplő - magyar hangja: - Nagy Edit |
| 2018–2019 |                                  | Hot Streets                             | Jen Sanders (hang)      | főszereplő                                |
| 2015      | Parkműsor                        | Regular Show                            | Chrissy (hang)          | 1 epizód                                  |
| 2015      | Rick és Morty                    | Rick and Morty                          | Arthricia (hang)        | 1 epizód                                  |
| 2012      | Haláli testcsere                 | Drop Dead Diva                          | Paige McBride           | 1 epizód                                  |
| 2012–2017 | Papás-Babás                      | Baby Daddy                              | Riley Perrin            | főszereplő magyar hangja Mezei Kitty      |
| 2012      | CSI: A helyszínelők              | CSI: Crime Scene Investigation          | Brooke Casidy           | 1 epizód                                  |
| 2012      | Tuti gimi                        | One Tree Hill                           | Tara Richards           | mellékszereplő                            |
| 2011      |                                  | The Homes                               | Annie Holmes            | főszereplő                                |
| 2011      |                                  | So Random!                              | önmaga                  | 1 epizód                                  |
| 2011      |                                  | Dancing with the Stars                  | önmaga                  | versenyző 3. hely                         |
| 2010–2014 | Pecatanya                        | Fish Hooks                              | Bea Goldfishberg (hang) | főszereplő magyar hangja Major Melinda    |
| 2010      | Jonasék Los Angelesben           | Jonas L.A                               | Stella Malone           | főszereplő magyar hangja Talmács Márta    |
| 2009      | Jonas                            | Jonas                                   | Stella Malone           | főszereplő magyar hangja Talmács Márta    |
| 2008      |                                  | Jonas Brothers: Living the Dream        | önmaga                  | 1 epizód                                  |
| 2008      | Bill Engvall – Show              | The Bill Engvall Show                   | Erica                   | 1 epizód                                  |
| 2008      |                                  | Disney Channel Games                    | önmaga                  | 5 epizód                                  |
| 2008      | Varázslók a Waverly helyből      | Wizards of Waverly Place                | Kari Langsdorf          | 1 epizód                                  |
| 2004      |                                  | Cracking Up                             | Nora Jones              | 2 epizód                                  |
| 2004      | Mindig nyár                      | Summerland                              | Sharon                  | 1 epizód                                  |
| 2004      |                                  | Listen Up!                              | kislány                 | 1 epizód                                  |

## Diszkográfia
- 2007 "It's All About Me" (ft. Malese Jow és Anneliese van der Pol) - Bratz - Talpra csajok! filmzene
- 2007 "Fabulous" - Bratz - Talpra csajok! filmzene